# トマス・リード

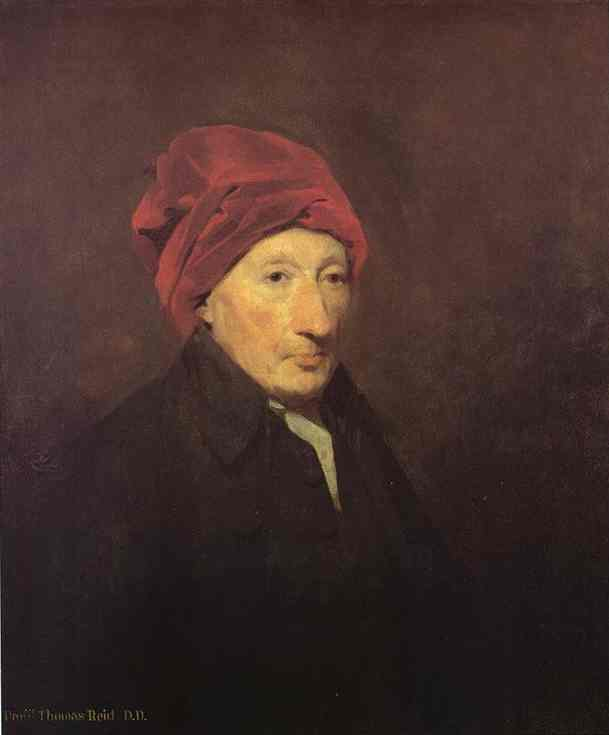
トマス・リード

トマス・リード（Thomas Reid、1710年4月26日 - 1796年10月7日）は、スコットランドの哲学者であり、スコットランド常識学派の創始者である。1752年から1763年までアバディーン大学のキングズ・カレッジ哲学教授を務めた。

## 思想
初めはジョン・ロックとジョージ・バークリーの影響下にあったが、ヒュームの哲学が懐疑主義に到達したのを受け、経験論的立場、とりわけその観念論を批判するようになる。
リードは真理や秩序の基盤となっている信念が破壊されることを恐れ、究極的な実在や真偽を判定する根源の能力を「観念」ではなく「常識」に求めた。論証され得ない原理があるとすれば、それは神が人間の精神に植え付けたものであり、それ以上の分析の対象にしてはならない。ある説明不可能な信念をヒュームのように「虚構」と呼ばず、「神聖なる本能」と呼ぶ。このように直覚によって知られる「数学的・論理学的公理、因果律」などは疑うべからざるものである、とした点で、先験的（ア・プリオリ）に備わっている認識能力を考えたカントとは異なったヒューム哲学の批判を試みている。

## 著作
- “Inquiry into the human mind on the principles of common sense”（常識の原則に基づく精神の研究、1764年）
  - 朝広謙次郎訳『心の哲学』知泉書館、2004年。ISBN 4901654268
- “Essays on the intellectual power of man”（知性の力について、1785年）
  - 戸田剛文訳『人間の知的能力に関する試論』岩波文庫（上下）、2022年-2023年
- “Essays on the active power of man”（行動能力について、1785年）